# Pedro Moutinho
Pour les articles homonymes, voir Moutinho.
Pedro da Silva Moutinho est un footballeur portugais né le 9 septembre 1979. Il évolue au poste d'attaquant.

## Biographie
Pedro Moutinho joue principalement en faveur du club écossais de Falkirk. 
Il dispute 112 matchs en 1re division écossaise et inscrit 18 buts en championnat avec ce club.

## Palmarès
- Champion d'Écosse de D2 en 2005 avec Falkirk